# Theriognathus
Theriognathus es un género extinto de terápsidos terocéfalos perteneciente a la familia Whaitsiidae que existieron durante el periodo Pérmico Tardío, hace algo más de 250 millones de años en Sudáfrica. Se ha descrito una sola especie llamada Theriognathus microps. Era un carnívoro depredador que tenía el tamaño de un perro y es considerado un fósil transicional. Poseía una serie de características comunes entre los reptiles y mamíferos. Poseía dentadura y un paladar secundario incipiente característicos de los mamíferos, pero todavía tenía múltiples huesos en la mandíbula y una articulación con el maxilar superior de tipo reptiliano.
En 1980, muchos de los géneros de whaitsíidos fueron sinonimizados con Theriognathus, creando dos nuevas especies. Theriognathus major fue la nueva combinación para Whaitsia major, y Theriognathus laticeps fue la nueva combinación para Notosollasia laticeps. Los whaitsíidos como Theriognathus alguna vez fueron considerados como emparentados cercanamente con los cinodontes, e incluso se pensó que eran los ancestros de Cynodontia. Un estudio de 2008 encontró que Therocephalia es parafilético y situó a Theriognathus como el grupo hermano de Cynodontia. En 2009, otro análisis filogenético de los terocéfalos encontró que el grupo es monofilético y clasificaron a Theriognathus profundamente alojado dentro de este clado.